# Most přes vodní nádrž Hričov
Most přes vodní nádrž Hričov převádí dálnici D3 přes Hričovskou nádrž, silnici I/61 a II/507, trať ŽSR 120 a Hričovský rybník na západním okraji města Žilina.

## Technický popis mostu
Z konstrukčního hlediska jde o dvojici souběžných mostů (pro každý jízdní pás samostatný most) proměnlivého průřezu, přičemž celý most bude tvořit jeden dilatační celek v podélném směru, čímž se po dostavbě stane nejdelším mostním dilatačním celkem na Slovensku. Konstrukční zajímavostí je také uplatnění 4 způsobů výstavby - betonáže na pevné skruži, letmé betonáže, horní výsuvné skruži MSS a horní výsuvné skruži MSS. Levý most je dlouhý 1 500,94 m, pravý 1 488,38 m. Levý most má 30 polí, pravý 29. Rozpětí polí dosahují délky 30,5 - 110 m. Čtyři hlavní pole budou tvořeny komorovou mostovkou s proměnlivou výškou 3 až 6 m, zbývající budou mít dvojtrámový průřez.

## Výstavba mostu
Smlouva na výstavbu úseku byla podepsána 1. června 2016. Se stavebními pracemi souvisejícími s tímto mostem se začalo počátkem roku 2015. V průběhu roku 2015 byla zhotovena většina pilířů, následně se začalo z betonáží prvních polí od konce předchozího úseku na pevné skruži. Koncem roku 2015 se začalo betonovat i jedno z hlavních polí tzv. letmou betonáží, začátkem roku 2016 se začalo i s betonáží od tunelu Považský Chlmec a to pomocí těžké horní výsuvné skruže s organickým předpětím. Konečně v březnu 2016 se začala betonáž i ve směru od MÚK Strážov k hlavním polím pomocí horní výsuvné skruže MSS. Současně se začalo s realizaci posledního (třetího) zdvojeného pilíře, který bude sloužit jako stabilizace třetího vahadla během letmé betonáže posledních dvou polí.
Stavbu realizuje sdružení Eurovia CS S.p.A., Stavby mostů Slovakia, a.s. a Hochtief CZ.